# Омельчук Олег Миколайович
Омельчук Олег Миколайович (нар. 3 листопада 1976, с. Нове Село, Ізяславський район, Хмельницька область) — український правознавець, доктор юридичних наук, професор, Заслужений юрист України, академік Академії наук вищої освіти України.

## Біографія
У 1998 році закінчив юридичний факультет Київського національного університету імені Тараса Шевченка.
З липня 1998 по квітень 2004 року працював викладачем кафедри цивільного права та процесу Академії прикордонних військ України. У 2001—2009 рр. — на юридичному факультеті Хмельницького університету управління та права імені Леоніда Юзькова на посадах старшого викладача кафедри, молодшого наукового співробітника науково-дослідного сектору, завідувача відділу аспірантури, Вченого секретаря, доцента кафедри, професора кафедри, завідувача кафедри кримінального права та процесу, декана факультету.
З 28 липня 2010 по сьогодні — ректор Хмельницького університету управління права імені Леоніда Юзькова
У 2002 р. захистив дисертацію на здобуття наукового ступеня кандидата юридичних наук, а у 2013 р. — на здобуття наукового ступеня доктора юридичних наук. У 2015 р. присвоєно звання професора.
Президент Міжнародної громадської організації «Євразійська асоціація правничих шкіл та правників» (з 2011 року), Голова Хмельницького відділення Всеукраїнської громадської організації «Асоціація правників України»(2012—2015 рр.).Голова вченої ради, член редакційної колегії «Університетські наукові записки» [Архівовано 30 жовтня 2016 у Wayback Machine.] Хмельницького університету управління та права імені Леоніда Юзькова, член спеціалізованих вчених рад з захисту докторських та кандидатських дисертацій, що функціонують при Національному університеті "Львівська політехніка [Архівовано 7 листопада 2016 у Wayback Machine.] та Львівського державного університету внутрішніх справ МВС України [Архівовано 8 листопада 2016 у Wayback Machine.].
Поряд з науковою та навчально-методичною роботою О. М. Омельчук  протягом 2016—2017 року очолював Консультативну раду при прокуратурі Хмельницької області [Архівовано 9 листопада 2016 у Wayback Machine.], основними завданнями якої є  сприяння прокуратурі Хмельницької області у здійсненні визначених Конституцією та Законом України «Про прокуратуру» завдань органів прокуратури та налагодження ефективних взаємовідносин з інститутами громадянського суспільства.

## Науковий доробок
Веде підготовку аспірантів. Підготував 4 кандидатів наук. Крім того, керує підготовкою 8 аспірантів. Тринадцять разів призначався офіційним опонентом для захисту дисертацій на здобуття наукового ступеня кандидата та доктора юридичних наук за спеціальностями 12.00.08 — кримінальне право та кримінологія; кримінально-виконавче право та 12.00.12 — філософія права.
За період наукової роботи опубліковано 181 публікацій, з них 151 наукового характеру (2 монографії, 9 підручників та навчальних посібників), у тому числі 5 навчальних посібників з грифом Міністерства освіти і науки України, 67 статей у фахових виданнях, 73 тез конференції) та 30 навчально-методичного характеру.
Викладає дисципліни: Кримінальне право, Проблеми призначення покарання.
Сфера наукових інтересів: кримінальне право, філософія права.
19 грудня 2015 року професора Омельчука О. М. обрано академіком Академії наук вищої освіти України.
Багатолітня діяльність доктора юридичних наук, професора О. М. Омельчука у сфері зміцнення незалежності України, вдосконалення національного законодавства отримала високу державну оцінку: Указом Президента України № 439 від 08.10.2016 р. йому присвоєно почесне звання «Заслужений юрист України».